# Pay-easy
Pay-easy（或稱付帳便）是日本採用網路銀行與自動櫃員機等的方式，來進行的電子支付系統。

## 概要
Pay-easy是由設立日本多元支付網路營運機構（日语：日本マルチペイメントネットワーク運営機構）的富士銀行（現瑞穗銀行），從而實現網路多元支付的服務。目前日本國內大部分的存放款金融機構（銀行、信用金庫、農會、漁會、勞動金庫、郵政銀行等）都有加盟Pay-easy。
本來Pay-easy是從存款收納機關到金融機關的收納委託契約基礎的櫃臺窗口為對象，適用在公共規費的繳納系統，進而中央與地方政府的稅金、手續費繳納、電信公司的帳單付款、信用卡費、人壽保險、意外險等保險費的支付都可以使用。
Pay-easy在應用面上，初期富士銀行是與機票結算服務有關的全日空，對於日本國內線導入無紙機票的支付方式。近期，已經開始在通訊費、JR Highway Bus的交通費、學費等月租型利用銀行轉帳的領域積極使用。
Pay-easy可作為代替預付卡的收據的手段，比方SoftBank Mobile的預付卡行動電話「Pre Mobile」、預付型虛擬貨幣WebMoney、BitCash作為支付方式之一，透過Pay-easy的ATM來交易，預付的帳號會在ATM收據的訊息欄中列印註明。

## 特徵
與轉帳的主要不同點如下所列：
- 若是要轉帳，需要知道對方轉帳的金融機關名稱、分行名稱、帳號種類、帳戶號碼、轉帳人後，才能轉帳。但是Pay-easy只要輸入帳單上的機關號碼、客戶號碼、確認號碼後，支付的金額資訊就會自動顯示，即可進行支付操作。
- 若是在工作日的下午三點以後，或是假日時候轉帳，必須要到下一個營業日才會入帳，但是Pay-easy則是即時處理的。（轉帳人的帳戶金額是即時扣款的，不過被轉帳者實際被匯入金額會在數日之內實現）
- Pay-easy原則上不需要轉帳手續費。

## Pay-easy帳號轉帳服務
2004年時，各銀行申辦信用卡、人壽保險、意外險等手續費轉帳手續，已經可以用信用卡的刷卡設備、J-Debit等相同的手續，透過Pay-easy的設備來進行即時轉帳手續。申請書不需要蓋帳號印章鑑，即可進行轉帳手續。（由NTT Data與CAFIS開發）
Pay-easy也可以透過FOMA的電信封包網路的手持設備，保險業務員可以在家戶，對於保險業務進行相關的手續。
但是，目前對應使用Pay-easy的仍限於一些金融機構，包含大型金控（三菱、瑞穗、三井住友等）、郵政銀行、部分的地區銀行使用，在使用前需先行確認。

## 外部連結
- Pay-easy（页面存档备份，存于）